# Hatsashen
Hatsashen (in armeno Հացաշեն?, anche chiamato Atsashen; fino al 1978 Sabunchi) è un comune dell'Armenia di 304 abitanti (2001) della provincia di Aragatsotn.